# 京都府道247号宇治公園線
京都府道247号宇治公園線（きょうとふどう247ごう うじこうえんせん）は、京都府宇治市を通る一般府道である。

## 概要
京都府立宇治公園前から宇治市宇治に至る。

### 路線データ
- 起点：宇治市宇治（京都府立宇治公園前）
- 終点：宇治市宇治（宇治橋東詰交差点、京都府道7号京都宇治線交点）

## 地理

### 通過する自治体
- 宇治市

### 交差する道路
| 交差する道路          | 交差する場所 | 交差する場所            |
| --------------------- | ------------ | ----------------------- |
| 京都府道7号京都宇治線 | 宇治         | 宇治橋東詰交差点 / 終点 |

### 沿線
- 京都府立宇治公園
- 朝日焼窯芸資料館
- 宇治上神社（世界遺産）
- 宇治市源氏物語ミュージアム
- 京阪宇治線 宇治駅